# Estação Brooklin
A Estação Brooklin é uma das estações do metrô da cidade brasileira de São Paulo. Operada pela ViaMobilidade, pertence à Linha 5–Lilás, que atualmente chegou à estação Chácara Klabin da Linha 2-Verde em 28 de setembro de 2018.
A estação está localizada em uma confluência entre a Avenida Santo Amaro com a Avenida Roque Petroni Júnior, no bairro do Jardim das Acácias, no distrito de Santo Amaro, na Zona Centro-Sul de São Paulo. A princípio, a estação chamar-se-ia Brooklin–Campo Belo.

## História
Inicialmente, a previsão de entrega da estação era para o ano de 2014, mas uma suspeita de conluio de empresas vinda da Promotoria acabou suspendendo as obras por 15 meses, gerando o atraso. Por conta disso, a inauguração da estação acabou sendo postergada para 2018.
Posteriormente, devido ao adiantamento das obras, o Governador Geraldo Alckmin adiantou a entrega das estações Alto da Boa Vista, Borba Gato e Brooklin para julho de 2017. Porém, somente em 1º de setembro de 2017, após inúmeros atrasos o Metrô de SP confirmou oficialmente que a inauguração das Estações Alto da Boa Vista, Borba Gato e Brooklin ocorreria dentro de poucos dias. A estação Brooklin foi inaugurada oficialmente em 6 de setembro de 2017. Em 27 de novembro de 2017 passou a funcionar em período integral.

## Características
Estação subterrânea com uma plataforma central no piso inferior, composta por cinco poços secantes de grande diâmetro com estrutura em concreto aparente e cobertura do acesso principal através de cúpula de aço e vidro, para iluminação natural. Plataformas centrais com portas plataforma. Possui quatro escadas rolantes e duas escadas fixas nas extremidades da estação que ligam a plataforma ao mezanino, além de um elevador para deficientes físicos localizado no eixo central da estação, interligando os três níveis abaixo da superfície.
A estação possui mais dois pares de escadas rolantes ao lado de uma escada fixa, em cada lado do eixo central estação, interligando o mezanino ao nível das bilheterias e dos bloqueios. No nível acima do mezanino, localizam-se as bilheterias e os bloqueios. Um elevador, quatro escadas rolantes e uma escada fixa ficam localizadas no acesso principal da estação. Outras duas escadas rolantes e uma escada fixa acompanhadas de um elevador ficam no acesso secundário do outro lado da Avenida Santo Amaro.
A edificação das salas técnicas e operacionais foi construída em uma estrutura simples de pilares e vigas de concreto, no nível acima da superfície, ao lado da estação.
A escavação em VCA foi realizada nos poços circulares, nas áreas das bilheterias e bloqueios, no mezanino, na plataforma e no acesso secundário. A escavação em NATM foi realizada para o túnel transversal que liga os poços circulares ao acesso do outro lado da Avenida Santo Amaro, passando por debaixo da mesma.
O acesso principal localiza-se em uma praça na confluência entre a Avenida Santo Amaro com a Avenida Roque Petroni Júnior, ocupando uma área de 13.848,55m². O acesso secundário fica localizado na confluência entre a Avenida Santo Amaro com a Avenida Professor Vicente Rao, ocupando uma área de 1.333,15m².
| Sigla | Estação  | Inauguração | Capacidade             | Integração                                        | Plataforma | Posição     | Notas                                      |
| ----- | -------- | ----------- | ---------------------- | ------------------------------------------------- | ---------- | ----------- | ------------------------------------------ |
| BRK   | Brooklin | 2017        | 29.400 pessoas por dia | Bilhete Único da SPTrans Corredor Diadema–Morumbi | Central    | Subterrânea | Horário de funcionamento: das 4h40 às 0h00 |

## Funcionamento da Linha
| Linha   | Terminais                      | Estações | Principais destinos | Duração das viagens (min) | Intervalo mínimo entre trens (s) | Funcionamento                                                  |
| ------- | ------------------------------ | -------- | --- | ------------------------- | -------------------------------- | -------------------------------------------------------------- |
| 5 Lilás | Capão Redondo ↔ Chácara Klabin | 17       | Vila Mariana, Vila Clementino, Ibirapuera, Moema, Indianópolis, Campo Belo, Brooklin, Santo Amaro, Jardim São Luís, Campo Limpo, Capão Redondo | 33                        | 75 (projetado) 165 (atual)       | - Domingo a 6ª feira, das 4h40 às 24h - Sábado, das 4h40 às 1h |